# Léon Aimé
Pour les articles homonymes, voir Aimé.
Léon Aimé, né le 9 février 1924 à Longeville (Vendée) et mort le 31 août 2021 à Moutiers-les-Mauxfaits (Vendée), est un homme politique français, député de la Vendée de 1993 à 1997.

## Biographie
Exploitant agricole à Moutiers-les-Mauxfaits, il est élu conseiller municipal en 1965, adjoint au maire en 1971 et maire en 1975. 
En 1981, il est élu conseiller général du canton de Moutiers-les-Mauxfaits à la suite du décès de Henri Caillemer. Il est reconduit dans ce mandat en 1982, 1988 et en 1994.
Suppléant de Philippe Mestre quand celui-ci devient ministre des Anciens Combattants en 1993, il entre alors à l'Assemblée nationale, où il siège sur les bancs de l'Union pour la démocratie française.

## Détail des fonctions et des mandats
- 20 avril 1975 – 24 juin 1995 : Maire de Moutiers-les-Mauxfaits
- 15 mai 1981 – 23 mars 2001 : Conseiller général du canton de Moutiers-les-Mauxfaits
- 1988 – 2000 : Vice-président du conseil général de la Vendée
- 2 mai 1993 – 21 avril 1997 : Député de la 2e circonscription de la Vendée

## Distinctions
- Officier de l'ordre du Mérite agricole
- Officier de l'ordre des Palmes académiques
- Chevalier de la Légion d'honneur, le 31 décembre 2004[3].
- Médaille d'honneur régionale, départementale et communale